# Бріуега
Бріуе́га, або Бриве́га (ісп. Brihuega), — муніципалітет в Іспанії, у складі автономної спільноти Кастилія-Ла-Манча, у провінції Гвадалахара. Населення — 2835 осіб (2010).

## Географія
Муніципалітет розташований на відстані близько 80 км на північний схід від Мадрида, 28 км на північний схід від Гвадалахари.

## Демографія
Динаміка населення (INE ):

## Парафії
На території муніципалітету розташовані такі населені пункти: (дані про населення за 2010 рік)
- Арчилья: 34 особи
- Бальконете: 89 осіб
- Бріуега: 2215 осіб
- Кастільмімбре: 16 осіб
- Сівіка: 10 осіб
- Фуентес-де-ла-Алькаррія: 27 осіб
- Онтанарес: 31 особа
- Малакуера: 31 особа
- Ольмеда-дель-Екстремо: 16 осіб
- Пахарес: 9 осіб
- Романкос: 153 особи
- Санта-Клара: 56 осіб
- Томельйоса: 47 осіб
- Вальдесас: 67 осіб
- Вільявісіоса-де-Тахунья: 8 осіб
- Єла: 26 осіб

## Персоналії
- Хуліан де Дієго-і-Гарсія-Альколеа (1859—1927) — архієпископ Компостельський.

## Галерея

Розташування муніципалітету у провінції Гвадалахара
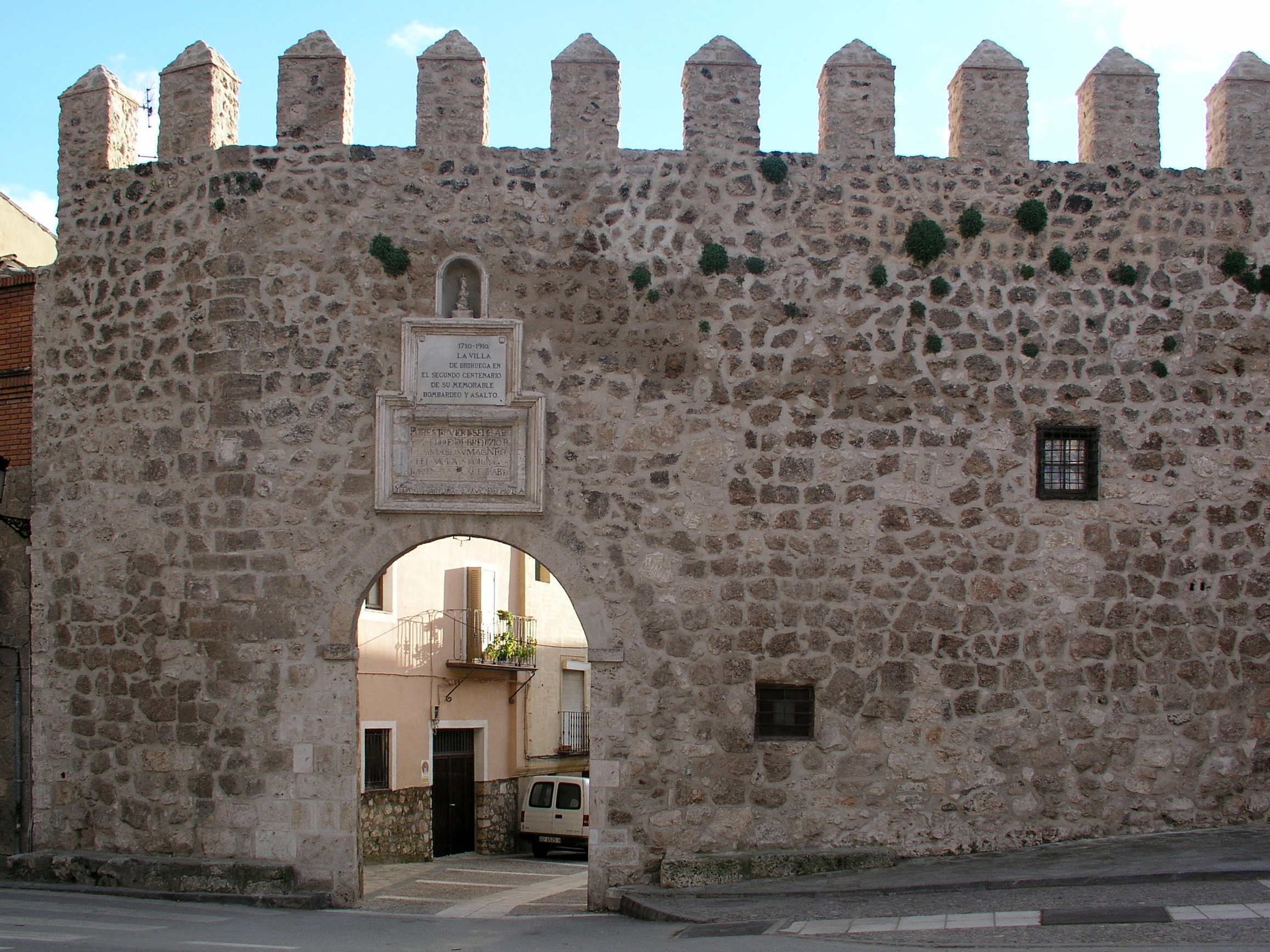
Частина міського муру
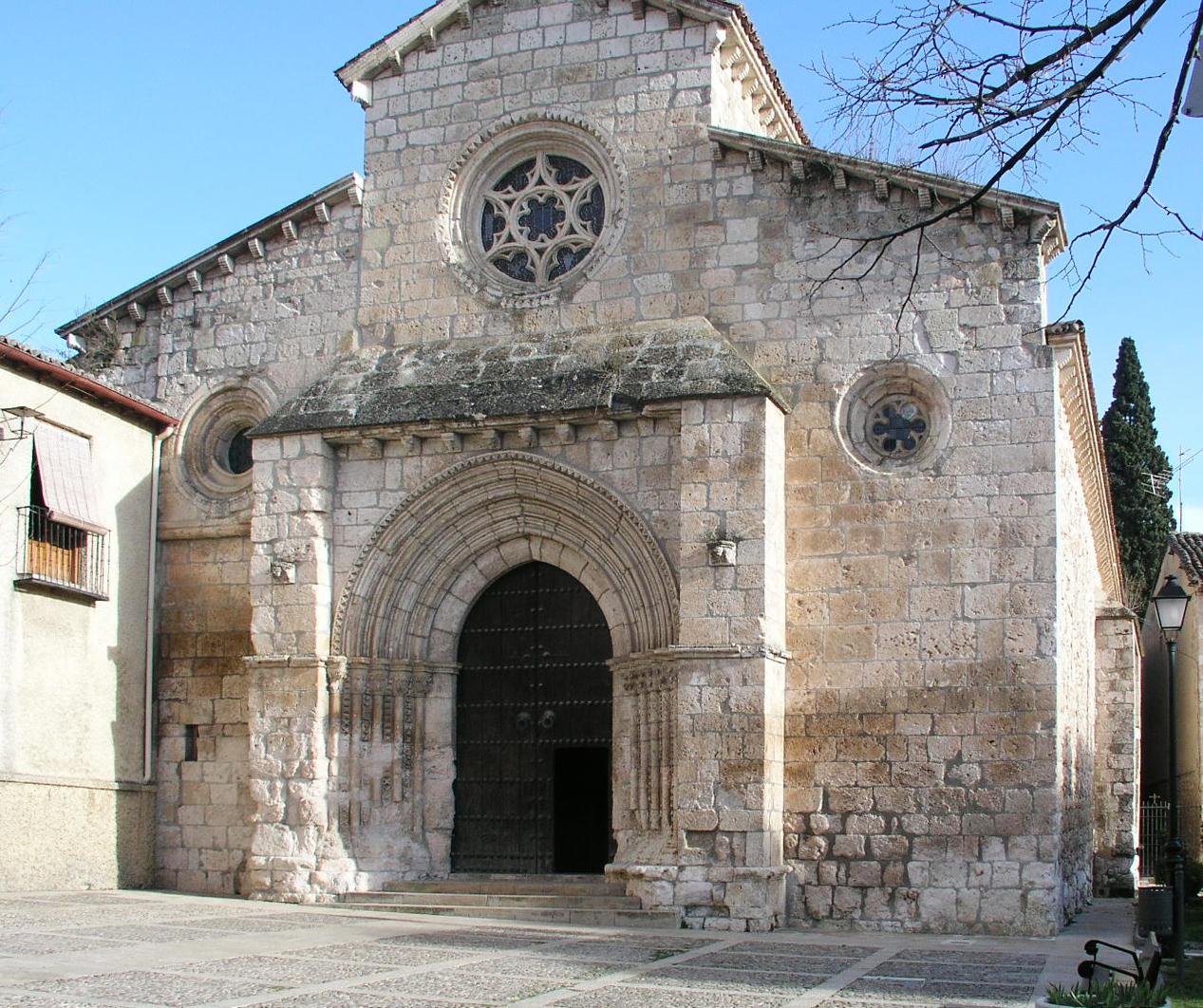
Церква Сан-Феліпе